# Kněždub
Kněždub är en ort i Tjeckien.   Den ligger i regionen Södra Mähren, i den sydöstra delen av landet, 250 km sydost om huvudstaden Prag. Kněždub ligger 185 meter över havet och antalet invånare är 1 084.
Terrängen runt Kněždub är platt norrut, men söderut är den kuperad. Runt Kněždub är det ganska tätbefolkat, med 58 invånare per kvadratkilometer. Närmaste större samhälle är Hodonín, 19,6 km väster om Kněždub. Omgivningarna runt Kněždub är en mosaik av jordbruksmark och naturlig växtlighet.